# Blooming Grove (Ohio)
Blooming Grove è una comunità non incorporata degli Stati Uniti d'America della contea di Morrow nello Stato dell'Ohio. La comunità si trova all'incrocio tra la State Route 97 e la Morrow County Road 20. La città più vicina è Galion, situata a nord-ovest. Mount Gilead, il capoluogo della contea di Morrow, si trova a sud-ovest di Blooming Grove sulla State Route 61.

## Storia
Blooming Grove fu pianificata nel 1835. L'origine del nome Blooming Grove è sconosciuta. L'ufficio postale di Blooming Grove si chiamava Corsica. Questo ufficio postale fu istituito nel 1844 e rimase in funzione fino al 1912.
La comunità è l'insediamento più vicino al luogo di nascita di Warren Gamaliel Harding, il 29º Presidente degli Stati Uniti d'America. Anche il padre del presidente Harding, George Tryon Harding, era nato nel distretto. Il luogo di nascita di Harding non è più in piedi, ma il sito è contrassegnato da un cartello dell'Ohio Historical Society.